# Alstroemeria spathulata
Alstroemeria spathulata là một loài thực vật có hoa trong họ Alstroemeriaceae. Loài này được C.Presl miêu tả khoa học đầu tiên năm 1833.